# Plenița
Plenița est une commune du județ de Dolj en Roumanie.

## Personnalités liées à la commune
- Dragoș Albu (2001-), footballeur roumain né à Plenița.